# Carinefferia latruncula
Carinefferia latruncula là một loài ruồi trong họ Asilidae. Carinefferia latruncula được Williston miêu tả năm 1885. Loài này phân bố ở vùng Tân Bắc giới.